# Polk (Pennsylvanie)
Pour les articles homonymes, voir Polk.
Polk est un borough situé au sud-ouest de la partie centrale du comté de Venango, en Pennsylvanie, aux États-Unis,. En 2010, il comptait une population de 816 habitants, estimée au 1er juillet 2020 à 770 habitants. Le borough est fondé en 1839 et incorporé le 23 août 1886.

## Démographie
Lors du recensement de 2010, le borough comptait une population de 816 habitants. Elle est estimée, en 2020, à 770 habitants.

### Source de la traduction
- (en) Cet article est partiellement ou en totalité issu de l’article de Wikipédia en anglais intitulé « Polk, Pennsylvania » (voir la liste des auteurs).